# レネ・マーリン
レネ・マーリン（Lene Marlin、1980年8月17日 - ）は、ノルウェー・トロムソ出身の女性シンガーソングライター。

## 来歴
1998年10月にノルウェーでリリースされたシングル「天使のように… (Unforgivable Sinner)」でデビューし、ノルウェー・チャートで初登場1位を獲得した。
また、同年にリリースされたアルバム『プレイング・マイ・ゲーム』は、全世界で180万枚のセールスを上げた。先のシングル「天使のように…」と合わせて、ヨーロッパで220万枚以上を売り上げている。
2003年にセカンド・アルバム『アナザー・デイ』、2005年に3枚目のアルバム『ロスト・イン・ア・モーメント』、2009年に4枚目となるアルバム『Twist the Truth』とコンスタントにリリースを続け、着実にファンを増やしている。哀愁を帯びたメロディーと、か細く囁くようなボーカルでヨーロッパ、アジア（特に中国）を中心に人気がある。
自身の音楽活動以外でも、同じノルウェーの先輩シンガー、シセルのアルバム『オール・グッド・シングス』（「Should It Matter」と「We Both Know」の2曲）や、リアーナのサード・アルバム『グッド・ガール・ゴーン・バッド』（タイトル曲の「Good Girl Gone Bad」）などに曲を提供している。
リアーナへの楽曲提供は、『グッド・ガール・ゴーン・バッド』でプロデュースに参加しているStarGateが、レネの3枚目のアルバムのプロデューサーであることから実現した。
また、パソコン用ゲームソフト『ザ・シムズ2』の拡張パック『ペットライフ!』に「What If」のSimish（ゲーム世界で使われている架空の言語）バージョンを提供、ノルウェー語とスウェーデン語で聞ける。
2014年9月1日、マーリンはノルウェー最大の新聞「アフテンポステン」紙で、20代の頃から深刻な鬱病を患っており、過去に自殺を図っていたことを告白した。彼女は同じ日にこの記事の英訳を自身のFacebookページに掲載している。

## ディスコグラフィ

### スタジオ・アルバム
- 『プレイング・マイ・ゲーム』 - Playing My Game (1998年、Virgin) ※日本盤は1999年リリース
- 『アナザー・デイ』 - Another Day (2003年、Virgin)
- 『ロスト・イン・ア・モーメント』 - Lost in a Moment (2005年、Virgin)
- Twist the Truth (2009年、Virgin)

### コンピレーション・アルバム
- Here We Are: Historier så langt (2013年、Parlophone)

### シングル
- 「天使のように…」 - "Unforgivable Sinner" (1998年)
- "Sitting Down Here" (1999年)
- "Where I'm Headed" (1999年)
- "You Weren't There" (2003年)
- "Another Day" (2003年)
- "Sorry" (2003年)
- "How Would It Be" (2005年)
- "What If" (2005年)
- "Still Here" (2006年)
- "Here We Are" (2009年)
- "You Could Have" (2009年)
- "Is It True" (2013年)
- "Kanskje du behøver noen" (2013年)
- "Engler i sneen" (2013年) ※with クルト・ニルセン

### 参加作品
- Norske Artister - "Venn"（ノルウェーのアーティストたちとのコラボレーション。2004年のスマトラ島沖地震の被災者のためのチャリティソング）
- ラブバグズ (音楽グループ)（英語版） - "Avalon"（デュエット。アルバム『In Every Waking Moment』収録）
- マルケス (音楽グループ)（英語版） - "All gone"（デュエット。アルバム『¡YA! 』収録）
- シセル - "Should It Matter"、"We Both Know"（楽曲提供。アルバム『All Good Things』収録）
- リアーナ - "Good Girl Gone Bad"（楽曲提供。アルバム『Good Girl Gone Bad』収録）